# 國家交響樂團 (台灣)
國家交響樂團（英語：National Symphony Orchestra，NSO）為中華民國國家表演藝術中心附設演藝團隊，別名台灣愛樂（英語：Taiwan Philharmonic），樂團音樂總監為準·馬寇爾；執行長為郭玟岑。

## 歷史

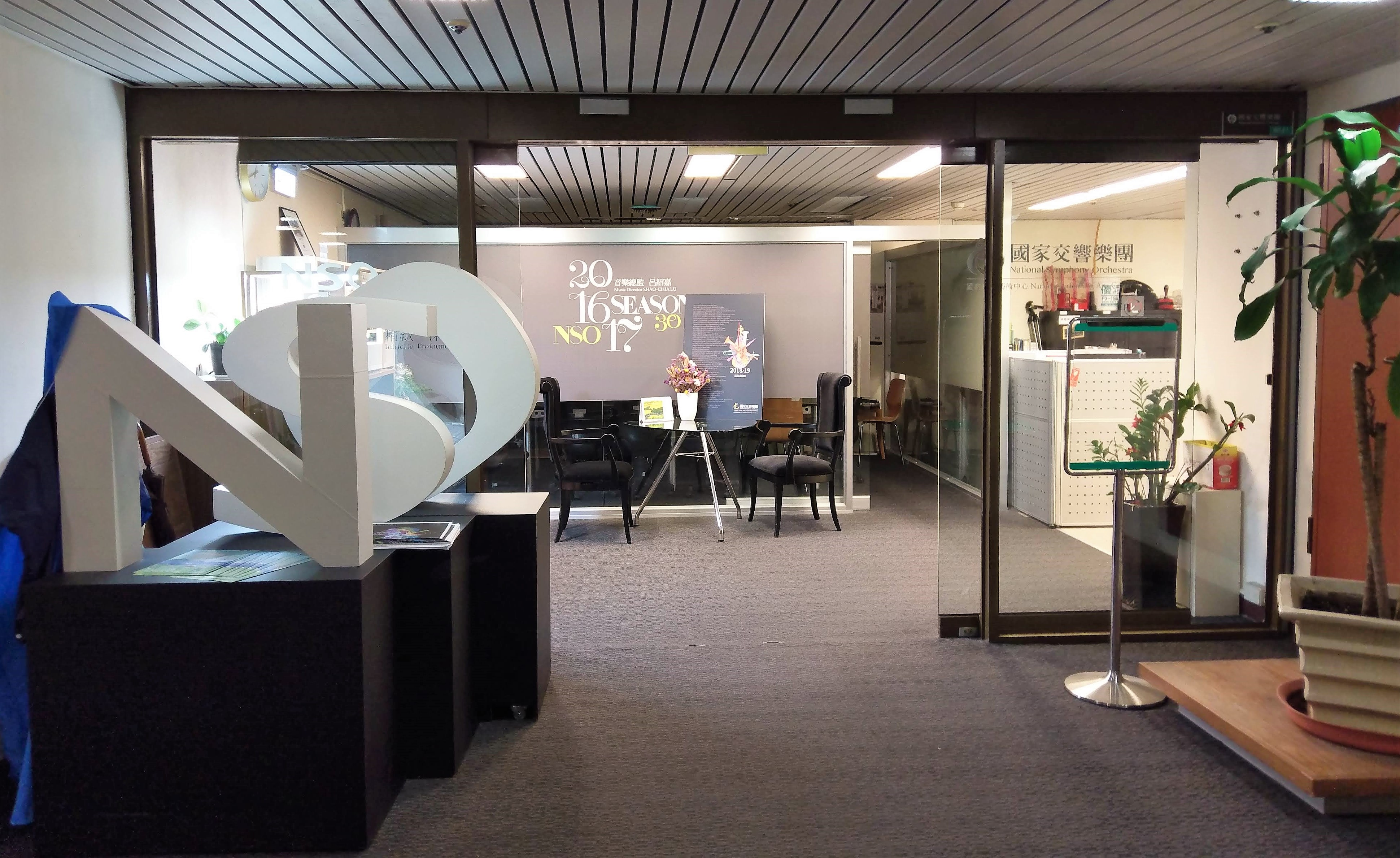
樂團辦公室，位於國家音樂廳行政區

### 聯合實驗管絃樂團，1986年～1994年
1986年，國立臺灣師範大學、國立藝術學院與國立臺灣藝術專科學校，這三所學校的實驗樂團合併組成「聯合實驗管絃樂團」，並由國立臺灣師範大學代管。:15NSO首任駐團指揮為法國籍指揮家熱拉爾·艾科卡（Gérard Akoka）。:16樂團的首次演出在臺北市國父紀念館舉行。:19隔年10月7日，才在國家音樂廳正式舉行開季音樂會「歡騰─新紀元的禮讚」。:17
1989年6月16日，六四天安門事變後，艾科卡指揮樂團演出「天安門紀念音樂會」，演出曲目包括華格納等人的作品，以及侯德建的《龍的傳人》。

### 國家音樂廳交響樂團，1994年～2002年
1994年，「聯合實驗管絃樂團」改組為「國家音樂廳交響樂團」，並改由國立中正文化中心代管，引進外國樂團音樂總監制度，首位音樂總監為許常惠。後幾年陸續有張大勝、林望傑、簡文彬等指揮，擔任樂團音樂總監。1997年首次出訪維也納、巴黎、柏林等地。

### 國家交響樂團，2002年～
2002年，正式以國家交響樂團做為對外團名。英文別名為台灣愛樂（英語：Taiwan Philharmonic），2007年，應新加坡濱海藝術中心及馬來西亞雙峰塔音樂廳邀請，首次以台灣愛樂之名出國巡演。同年7月，當時的音樂總監簡文彬卸任，由德國指揮家根特·赫比希擔任樂團藝術顧問及首席客座指揮兩年。2010年，呂紹嘉返臺接任樂團音樂總監。
2017年，成立愛樂實驗室（Music Lab），串聯醫療、學術、社會研究、企業、設計與科技領域。包含舉辦音樂照護工作坊培訓音樂輔療師、創辦手機音樂應用程式「愛樂實驗室APP」、並與臺北市立聯合醫院合作辦理「音樂會處方箋」。
2018年6月，原台北市立交響樂團副團長郭玟岑接任樂團執行長一職。

## 歷任音樂總監與常任指揮
- 熱拉爾·艾科卡（Gérard Akoka）（1986–1990）[9]
- 烏爾·史耐德（Urs Schneider）（1990–1992）[3]
- 許常惠（1994）[10]
- 張大勝、伯朗斯坦（Ronald Braunstein）（1995–1997）[3]
- 林望傑 （1998–2001）[11]
- 簡文彬 （2001–2007）[12]
- 呂紹嘉 （2010–2020）[13]
- 準・馬寇爾 （2021–）[14][15]

## 團員名錄
- 音樂總監：準・馬寇爾
- 榮譽指揮：呂紹嘉
- 桂冠指揮：根特‧赫比希
- 指揮助理：蔡明叡  鄒佳宏  林奇緣

| 第一小提琴 ★鄧皓敦、◎曾智弘☺、◯陳逸群、郭昱麟、林基弘、梁坤豪、陳逸農、卓曉青、方俊人、黃佳頎、李庭芳、賴佳奇、林孟穎、李家豪、蔡竺君 第二小提琴 ●陳怡茹、◎孫正玫 、◯陳玟佐、李京熹、黃衍繹、顧慈美、康信榮、李梅箋、鍾仁甫、蔡孟峰、洪章文、陳偉泓、王致翔 中提琴 ●黃瑞儀、◎鄧啟全、◯呂昭瑩、黃雅琪、謝君玲、呂孟珊、李思琪、陳猶白、吳彥廷、黃亞漢 大提琴 ●上地彩門、◎連亦先、◯韋智盈、周幼雯、陳怡婷、林宜嫺、黃日昇、蘇品維、唐鶯綺 低音提琴 ●傅永和、◎蘇億容、◯周春祥、王淑瑜、黃筱清、王淑宜、連珮致、蔡歆婕 | 長笛 ●安德石、◎宮崎千佳、李浚 短笛 林于斐☺ 雙簧管 ●王怡靜、◎阮黃松、楊舒婷 英國管 李明怡 單簧管 ●朱玫玲、◎賴俊諺、朱偉誼、孫正茸 低音管 ●簡凱玉、◎陳奕秀、高靈風 倍低音管 簡恩義 法國號 ●劉宜欣、◎劉品均、◯黃任賢、黃哲筠、王婉如、■楊景惠 | 小號 ●宇新樂、◎陳長伯、張景民、鄒儒吉 長號 ●李昆穎、◎邵恒發、陳志承☺ 低音長號 彭曉昀 低音號 ●藤田敬介 定音鼓 ●艾庭安、◎陳廷銓 打擊樂器 ●陳哲輝、陳振馨、楊璧慈 豎琴 ●解瑄 |

★樂團代理首席 ●首席 ◎副首席 ○助理首席 ■留職停薪 ☺試用期

## 駐團音樂家
- 鋼琴家白建宇[16]
- 作曲家暨單簧管演奏家魏德曼（Jörg Widmann）[17]
- 作曲家暨中提琴演奏家布萊特・狄恩（Brett Dean）[18]
- 小提琴家黃俊文[19]

## 外部連結
- 國家交響樂團（页面存档备份，存于）
- 國家兩廳院（页面存档备份，存于）
- 國家交響樂團的Discogs页面（英文）